# Actuació Valencianista d'Esquerra
Actuació Valencianista d'Esquerra (Actuación Valencianista de Izquierda) (AVE) fue una agrupación valencianista republicana de izquierda, fundada en Barcelona en 1932. Admiradores de Francesc Macià, entre 1933 y 1936 se dedicaron fundamentalmente a facilitar las relaciones entre Esquerra Republicana de Catalunya y los grupos valencianistas izquierdistas, con el fin de fundar una Esquerra Republicana Valenciana. El 1935 dieron apoyo al Partit Valencianista d'Esquerra.